# Labidostomis lepida
Labidostomis lepida es una especie de insecto coleóptero de la familia Chrysomelidae.
Fue descrita científicamente en 1872 por Lefèvre.